# Panaxia equitalis
Panaxia equitalis là một loài bướm đêm thuộc phân họ Arctiinae, họ Erebidae.